# 東洋額装
東洋額装株式会社（とうようがくそう）は、広島県福山市加茂町に本社を置く企業。掛軸・和額・屏風・衝立などの表具の製造販売、作品の修繕、展覧会用の額のレンタルを行っている。

## 沿革
- 1973年（昭和48年）12月 東洋額装 (個人経営) 設立
- 1979年（昭和54年）5月 東洋額装株式会社設立（資本金900万円）
- 1982年（昭和57年）3月 東京支店開設
- 1982年（昭和57年）7月 株式増資（資本金2,700万円）
- 1984年（昭和59年）3月 本社新築移転（現在地[いつ?]：敷地1,370坪、建物600坪）
- 1985年（昭和60年）1月 大阪支店開設
- 1990年（平成2年）6月 株式増資（資本金5,000万円）
- 1991年（平成3年）4月 東京支店新築移転（現在地[いつ?]：7階建延157坪）
- 2003年（平成15年）1月 大阪支店移転
- 2005年（平成17年）8月 東京支店増築